# Teinogenys carinaticeps
Teinogenys carinaticeps är en skalbaggsart som beskrevs av Lea 1919. Teinogenys carinaticeps ingår i släktet Teinogenys och familjen Dynastidae. Inga underarter finns listade i Catalogue of Life.